# Кімболл (Небраска)
Кімболл (англ. Kimball) — місто (англ. city) в США, в окрузі Кімболл штату Небраска. Населення — 2290 осіб (2020).

## Географія
Кімболл розташований за координатами 41°14′1″ пн. ш. 103°39′5″ зх. д. / 41.23361° пн. ш. 103.65139° зх. д. (41.233510, -103.651305).  За даними Бюро перепису населення США в 2010 році місто мало площу 5,36 км², уся площа — суходіл.

### Клімат
| Клімат : Кімболл      | Клімат : Кімболл | Клімат : Кімболл | Клімат : Кімболл | Клімат : Кімболл | Клімат : Кімболл | Клімат : Кімболл | Клімат : Кімболл | Клімат : Кімболл | Клімат : Кімболл | Клімат : Кімболл | Клімат : Кімболл | Клімат : Кімболл | Клімат : Кімболл |
| Показник              | Січ.             | Лют.             | Бер.             | Квіт.            | Трав.            | Черв.            | Лип.             | Серп.            | Вер.             | Жовт.            | Лист.            | Груд.            | Рік              |
| Середній максимум, °C | 5,4              | 6,7              | 10,7             | 15,4             | 20,9             | 26,7             | 30,9             | 29,8             | 24,8             | 17,5             | 10,1             | 4,9              | 17,0             |
| Середній мінімум, °C  | −9,8             | −8,8             | −4,9             | −0,8             | 5,0              | 10,3             | 13,6             | 12,4             | 6,7              | −0,1             | −5,7             | −10,3            | 0,6              |
| Норма опадів, мм      | 7                | 9                | 24               | 43               | 69               | 71               | 72               | 49               | 35               | 28               | 14               | 12               | 433              |
| --------------------- | ---------------- | ---------------- | ---------------- | ---------------- | ---------------- | ---------------- | ---------------- | ---------------- | ---------------- | ---------------- | ---------------- | ---------------- | ---------------- |
| Джерело: NOAA         |                  |                  |                  |                  |                  |                  |                  |                  |                  |                  |                  |                  |                  |

## Демографія
Згідно з переписом 2010 року, у місті мешкало 2496 осіб у 1110 домогосподарствах у складі 651 родини. Густота населення становила 465 осіб/км².  Було 1278 помешкань (238/км²).
Расовий склад населення:
| - 93,8 % — білих - 1,5 % — корінних американців - 0,4 % — азіатів - 0,2 % — чорних або афроамериканців - 0,1 % — вихідців з тихоокеанських островів - 1,6 % — осіб інших рас |

До двох чи більше рас належало 2,5 %. Частка іспаномовних становила 7,1 % від усіх жителів.
За віковим діапазоном населення розподілялося таким чином: 23,2 % — особи молодші 18 років, 53,2 % — особи у віці 18—64 років, 23,6 % — особи у віці 65 років та старші. Медіана віку мешканця становила 44,8 року. На 100 осіб жіночої статі у місті припадало 95,3 чоловіків;  на 100 жінок у віці від 18 років та старших — 91,2 чоловіків також старших 18 років.
Середній дохід на одне домашнє господарство  становив 47 124 долари США (медіана — 36 940), а середній дохід на одну сім'ю — 57 995 доларів (медіана — 50 192). Медіана доходів становила 46 563 долари для чоловіків та 24 886 доларів для жінок. За межею бідності перебувало 14,9 % осіб, у тому числі 17,1 % дітей у віці до 18 років та 12,9 % осіб у віці 65 років та старших.
Цивільне працевлаштоване населення становило 1090 осіб. Основні галузі зайнятості: освіта, охорона здоров'я та соціальна допомога — 22,9 %, виробництво — 13,7 %, роздрібна торгівля — 12,5 %.